# Noorin TV
Noorin TV (en persan : تلویزیون نورین), parfois abrégé en NTV, est un réseau de télévision par satellite privé et non-gouvernemental qui diffuse depuis Kaboul en Afghanistan. Le service a été lancé en 2006 par Mohammad Aref Noorii,,.
Noorin diffuse des nouvelles, des dessins animés, des films, du théâtre, de la musique et de nombreux autres programmes. Leur but est d'intégrer l'influence occidentale dans la télévision afghane et de créer une image moderne des médias en Afghanistan.
La chaîne est disponible en Afghanistan et en Europe par le biais du satellite Türksat 3A. Le réseau dispose aussi d'une station radio, appelée Noorin FM, disponible en Afghanistan sur la fréquence 94.4. Elle diffuse des séries indiennes doublées en persan et dari, comme Kahiin To Hoga. C'est la cinquième chaîne la plus regardée en Afghanistan, derrière Lemar TV.
Son propriétaire, Aref Noori, a fait l'objet d'une arrestation par les talibans en décembre 2021. La chaîne diffusait régulièrement des programmes favorables au parti d'opposition Jamiat-e Islami,.